# Золотое озеро (фильм)
«Золотое озеро» — чёрно-белый звуковой советский фильм 1935 года режиссёра Владимира Шнейдерова по совместному сценарию с Александром Перегудовым. Считается первым советским звуковым приключенческим фильмом. Золотое озеро или Алтын-кель — одно из названий горного озера Телецкое.

## Сюжет
Фильм рассказывает о поисках золота в Алтайской тайге. Зoлoтopазвeдoчная экспeдиция сталкивается с бандoй xищникoв-стаpатeлeй, cкpывающиxся oт opганoв пpавocyдия в алтайcкoй тайгe. Геологоразведочная партия, расположившаяся на реке Артыбаш, занимается поисками золотого месторождения, которое должно быть где-то в этих местах. Банда старателей составляет диверсионный план и отправляет одного из своих бандитов Урная наняться к геологам, чтобы быть в курсе всех их передвижений и новостей. Экспедиция вступает в борьбу с бандой и местным шаманом, утверждающим что только он знает тайну золота Алтайской тайги.

## О создании фильма
Фильм снимался на Алтай, на побережье Телецкого озера, в окрестностях современного села Артыбаш. 
Картина содержит большое количество натурных съемок дикой природы и типичных животных тайги, оленей, медведей, лис. Оператору удалось снять несколько особей фламинго, чрезвычайно редко залетающих на Алтай.

/ ...Эта картина снималась на Алтае, на берегах Телецкого озера, близ посёлка Артыбаш и у водопада Корбу. Как там всё изменилось с тех пор! Насколько я знаю, до Артыбаша можно доехать на комфортабельном автобусе, а воды Телецкого озера бороздят изящные прогулочные катера.
Тогда это был совсем дикий край. Нам предстоял от Ойрот-Туры долгий путь верхом по узкой тропе, извивающейся по берегу Бии. В Артыбаше уже существовала крохотная турбаза, но забредали туда лишь редкие группки туристов, преодолевшие трудный и долгий путь с тяжёлым рюкзаком за плечами.
Телецкое озеро, окаймлённое тайгой, было пустынным... /
/... Нас задержала погода. Солнечных дней было мало, а объём натурных съёмок огромен. Наступала осень. Мы дрогли в палатках, к тому же изрядно голодали - снабжение группы было организовано плохо.
Однажды утром, выползая из палаток, мы увидели, что всё покрыто белой пеленой - ночью выпал снег. Нам предстояло отснять ещё ряд эпизодов, в том числе гибель моего Урная в болоте. Продолжать съёмки было невозможно, и решено было перебазировать экспедицию на Кавказ. С берегов Телецкого озера мы возвращались на плотах по реке Бие. Плёнку послали на телеге по берегу - так всё-таки надёжнее.. 

из книги Андрея Файта "Раб волшебной лампы". 2010

## Роли
- Иван Новосельцев — Андрей Степанов
- Н. Голубин — Шаман
- Владимир Шнейдеров — начальник геологоразведочной партии
- Михаил Гродский — глава банды
- Андрей Файт — Урнай
- В. Толстова — Марина

## Съёмочная группа
- Режиссёр-постановщик — Владимир Шнейдеров
- Сценаристы — Александр Перегудов, Владимир Шнейдеров
- Оператор — Александр Шеленков
- Художник — Феликс Богуславский
- Музыка — Сергея Василенко

## Технические данные
- 79 мин, ч/б, Межрабпомфильм.